# زار

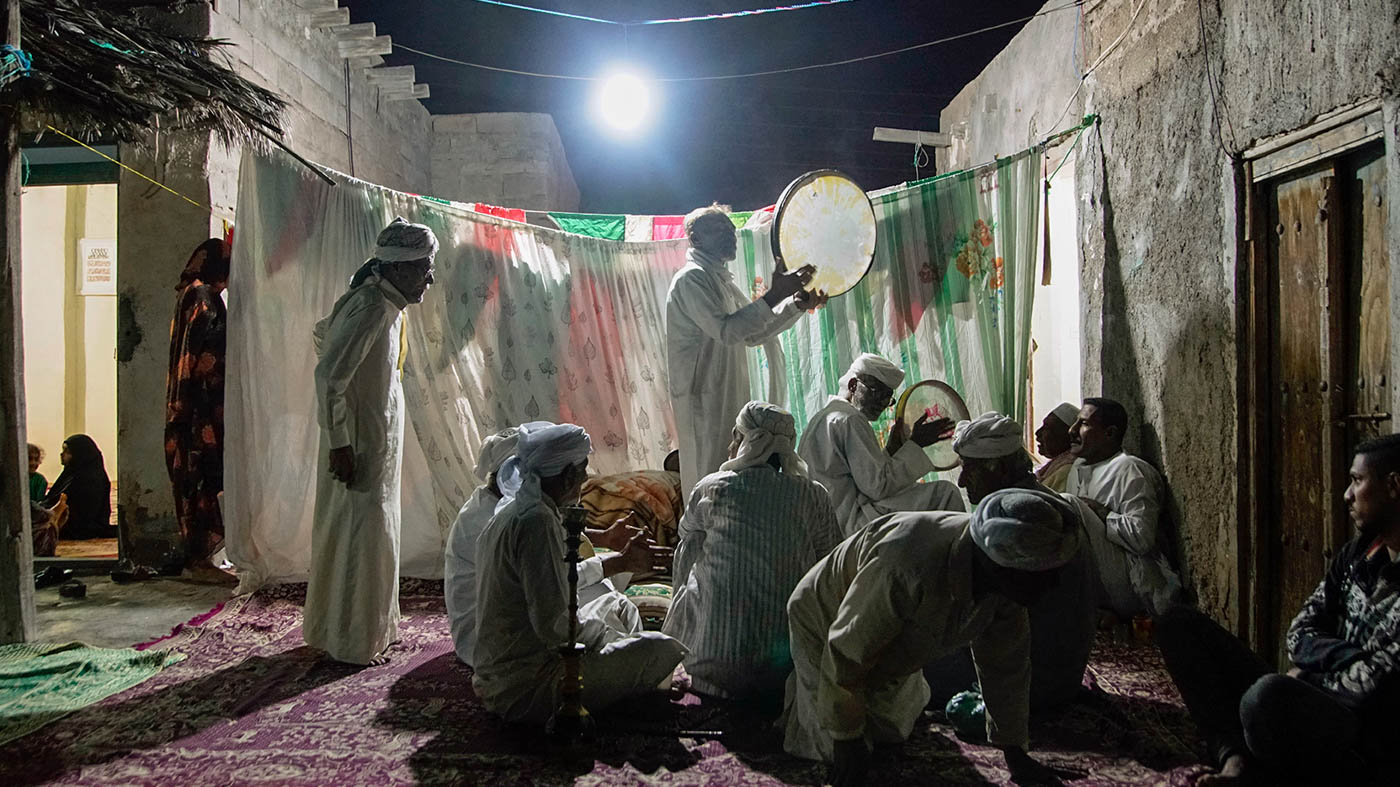
حفل زار في جزيرة هرمز

الزار هي مجموعة من أشباه الطقوس الشعبية، لها رقصات وعبارات خاصة، تصاحبها دقات معينة صاخبة على الدفوف وإطلاق البخور. والزار كلمة عربية مستعارة على الأرجح من اللغة الأمهرية، ويذهب بعض الباحثين إلى أن أصل كلمة الزار عربي، وهي من زائر النحس. وهذه المجموعة من أشباه الطقوس الشعبية تعمل على طرد العفاريت التي تتقمص بعض الناس، ولذلك فالزار يقوم عند معتقديه بوظيفة علاجية.
ويبدو أن المعتقدات الشائعة في طرد عفاريت الزار أو جنه قد انتقلت من الحبشة إلى العالم الإسلامي. والراجح أن الطقوس المتصلة بالزار في مصر قد انتقلت إليها في القرن 19، ذلك أن اسمها الأمهري «زار» وصفاتها الخاصة بطرد العفاريت واستحضارها دليل واضح عند الباحثين على أن أصلها من بلاد الحبشة الشمالية. وقد جرت العادة بأن يقوم بهذه الطقوس الخاصة بطرد العفاريت واستحضارها امرأة هي الشيخة أو عريفة السكة، وعند عامة مصر «الكدية» وتختلف معالجتهن للعفاريت باختلاف المكان الذي جاءت منه ذلك أنهن يفرقن بين عفاريت مصر وعفاريت الصعيد والسودان، كما يفرقن أحياناً بين عقائد العفاريت ومهنها. وقد صدرت في القاهرة أبحاث في ذم الزار، كما تدرس أشياء هذه الطقوس دراسات نفسية واجتماعية وشعبية.

## تاريخ الزار ومعتقده
الزار في أصله طقس وثني للقبائل الأفريقية البدائية، انتقل من الحبشة إلى السودان ومنها إلى مصر عام 1870م، ومن مصر إلى بقية الدول العربية، ويعتقد به أن استحضار أرواح الأسلاف والأسياد والشيوخ وتحقيق طلباتهم أو تقمص أرواحهم قد يؤدي إلى شفاء المرضى ممن تتلبسهم الجن.

## في مصر
بعد انتقال الزار من الحبشة إلى مصر تحول مع مرور الوقت إلى طقس احتفالي لطرد «الجن والعفاريت»، يتضمن فنون في الأداء، وتتطلب طقوس الزار في مصر وجود سيدة تكون عادةً الوسيط بين الإنس والجن، أو ما يسمى في الطقس الشعبي «الملبوسين بالجن والأسياد»، وعلى السيدة أن تجلس على كرسي في منتصف الغرفة، ويتم ذبح أي حيوان على رأسها للتقرب من الأسياد، وتدور مجموعة من النساء والرجال حولها في رقصة معينة يصاحبها الضرب على الدفوف والطبول ونشر البخور، ويستمر هذا الطقس إلى أن تسقط إحدى المريضات أو الملبوسات بالجن على الأرض وتبدأ بالصراخ والتوجع، وأكثر من يحضر هذه الجلسات هم النساء، وفي الوقت الحالي لا تزال مثل هذه الطقوس تؤدى في مصر تحديدًا في القرى والمناطق الشعبية مثل منطقة الدرب الأحمر، الغورية، السيدة زينب، والقناطر الخيرية.

## في السودان
لا تختلف طقوس الزار في السودان عنها في مصر، كما يرى السودانيون أن الزار طقس علاجي، له الفضل في علاج كثير من الحالات النفسية/ الهستيرية، فيما ينُظر له كوسيلة لها أثر اجتماعي ايجابي حين تتقرب الزوجة من الأسياد وتحقق طلباتهم بغرض تحسين حياتها الزوجية أو المعيشية، وللزار في السودان خصائص معينة، كتخصيص طعام وموسيقى وأغاني وعطور وبخور وملابس ولغة محددة لهذا الطقس، فيما تتكون دائرة الزار من أركان أساسية وهي: الشخصية الرئيسية في أداء الطقوس وتسمى «شيخة الزار» أو «شيخ الزار»، ولها مساعدات ونائبة تتولى مراقبة الحفل وضبطه، والحفاظ على نيران البخور مشتعلة، وهناك شخصية «النجيبة» التي تخدم الحضور، وشخصية «الجراية» التي توزع الدعوات والرسائل، وشخصية «حبوبة الكانون» التي تتولى مهمة الطبخ، و«بنات العدة» وهن العازفات، إضافة إلى شخصية «العروسة» أو «المزيورة» التي تكون محط الأنظار ولها هيبة كبيرة، وهي «الممسوسة».
وهناك أنواع لحفلات الزار أو كما يسمى بالعامية «خيوط» تختلف باختلاف الحضور والشيوخ والمزيورين، كما تختلف المسميات إن كانت الحفلة لمسلمين أو مسيحيين:
- خيوط الدراويش: يكون فيها شيوخ صوفيين من السودان والعالم العربي، وتكون موسيقاهم في الحفل موسيقى مصرية، أما ملابسهم فتكون إما باللون الأخضر أو الأبيض.
- خيط الزرق أو السود: تكون «المزيورات» في خيط الزرق من قبائل غرب أفريقيا مثل الهوسا والفلاتة وجنوب السودان، ويكون طعامهم وموسيقاهم وملابسهم بحسب عاداتهم الأصلية.
- خيط الحبش: مأخوذة من تاريخ ملوك الحبشة الذين كانت لهم علاقة وثيقة بملوك السودان، وتكون في هذا الحفل شخصية أساسية وهي «لولا» أي «بنت» باللغة النوبية، وكل ملحقاتها هي أشياء من عادات العرس السوداني، وتكون باللون الأحمر فقط.
- خيط الباشوات: تكون معظم الشخصيات من السودان، عدا شخصيتين من أصل بسني وأصل تركي، تكون موسيقاهم من غرب أفريقيا، فيما ملابسهم تتكون من «طربوش» و«عباءة».
- خيط الخواجات: الشخصيات في هذا الحفل تكون من الأقباط والنصارى السودانيين، ويكون إيقاع الموسيقى فيه من وسط السودان.[4]

## في دول الخليج العربي
يعرف الزار في منطقة الخليج العربي على أنه فرد من الجن يتلبس جسد الإنسان، بسبب الحسد أو السحر أو العشق، كما يُعرف بأن الجن تحضر في جسد من تتلبسهم أثناء الرقص والغناء، ولمثل هذا الاستحضار أغاني وموسيقى مفضلة تعرف في بعض الدول بـ «السامري» و«الخبيتي» و«الزيران» ولكل موسيقى خصائص معينة، ولكن تحضر فيها جميعًا آلة «الدف» وأحيانًا آلة «السمسمية».

## الزار في المفهوم الديني الإسلامي
الزار وهذه الطقوس في المفهوم الديني الإسلامي هي طقوس محرمة حيث أنها تشتمل على جملة من الأمور التي تتعارض مع الإسلام من ناحية استحضار الجن لأغراض متعددة منها العلاج لأشخاص مصابين أو لإظهار خوارق العادات على أيدي ممارسي هذه الرقصات الوثنية، وهي موروثات ورقصات وطقوس وثنية قادمة من أفريقيا، تتصادم كليا مع ماجاء به الإسلام من تحريم الاستغاثة بغير الله لطلب العلاج أو استخدام السحر أو الجن لأي غرض كان.
وتمنع بعض القوانين في الدول العربية هذه الطقوس ويعاقب مستخدموها كما يحدث في المملكة العربية السعودية.

## الزار من منظور علم النفس
يُقر علماء النفس بأن الأشخاص الذين يلجأون إلى حفلات الزار، هم مصابون في الأساس بأمراض واضطرابات نفسية، ولكنهم يختارون الزار على العلاج النفسي خوفًا من العلاج وجهلًا به، ويتشابه الزار أحيانًا مع العلاج النفسي الجماعي، لكونه يضم مجموعة من الناس تجمعهم حالات متقاربة، ويتم فيه قرع الطبول وترديد كلمات أغاني معينة بصوت عالي، والرقص بوتيرة واحدة تعتمد على التكرار، وهو ما يسمح بتحقيق الإيحاء والاسترخاء وارتفاع هرمون السعادة، تمامًا كما يحدث مع أي نشاط حركي كبير يبذله الشخص، ويأتي الاسترخاء والشعور بالراحة وفقدان الوعي من النشاط الزائد للمخ، وهو ما يخفف الأعراض مؤقتًا ويوحي للمرضى أنهم في حالة شفاء.